# Sabá
Sabá är en ort i Honduras.   Den ligger i departementet Departamento de Colón, i den centrala delen av landet, 180 km nordost om huvudstaden Tegucigalpa. Sabá ligger 390 meter över havet och antalet invånare är 9 666.
Terrängen runt Sabá är varierad. Runt Sabá är det glesbefolkat, med 10 invånare per kvadratkilometer. Sabá är det största samhället i trakten. 